# Vasco Wellenkamp
Vasco Wellenkamp ComIH iniciou os estudos de bailado em 1961 com Margarida de Abreu e Fernando Lima, na Companhia de bailado Verde Gaio.
Em 1968, ingressou no Ballet Gulbenkian. De 1973 a 1975, foi bolseiro do Ministério da Educação, em Nova Iorque, na Escola de Dança Contemporânea de Martha Graham, onde se formou em dança contemporânea. Ainda em Nova Iorque, frequentou o curso de composição coreográfica de Merce Cunningham e trabalhou dança clássica com Valentina Pereyslavec, no American Ballet Theatre.
Em Setembro de 1975, foi nomeado Professor da Escola de Dança do Conservatório Nacional, com o objectivo de introduzir no currículo da escola, pela primeira vez, a disciplina de Dança Contemporânea.
De 1978 a 1996, desempenhou as funções de Coreógrafo Residente, Coreógrafo Principal, Professor de Dança Contemporânea e Ensaiador do Ballet Gulbenkian.
Em 1977, como bolseiro da Fundação Gulbenkian, frequentou o curso para coreógrafos e compositores da Universidade de Surrey, em Inglaterra.
Em 1983, foi nomeado Professor Coordenador da Escola Superior de Dança de Lisboa, da qual foi Presidente do Conselho Científico.
Na sua qualidade de Coreógrafo, Vasco Wellenkamp tem sido regularmente convidado por várias companhias estrangeiras. No Brasil, coreografou com regularidade anual, para o Ballet do Teatro Municipal de São Paulo, o Ballet de Niterói, a CIA Cisne Negro e o Ballet Guaíra, na Argentina, coreografou para o Ballet Contemporâneo do Teatro San Martin, na Inglaterra, para o Extemporary Dance Theater, o Dance Theater Comune e a Companhia Focus On, na Suíça, para o Ballet du Grand Thèâtre de Gèneve, em Itália, para o Balleto di Toscana, na Croácia, para a Companhia de Bailado do Teatro de Zagreb e, na Áustria, para o Ballet da Ópera de Graz.
Em Portugal criou, para o Ballet Gulbenkian, cerca de cinquenta coreografias que marcou durante duas décadas o estilo coreográfico da Companhia.
A 9 de Junho de 1993 foi feito Comendador da Ordem do Infante D. Henrique, pela prestação de relevantes serviços na expansão da cultura portuguesa no País e no estrangeiro, tendo sido condecorado no 10 de Junho seguinte, Dia de Portugal, de Camões e das Comunidades Portuguesas.
Em Janeiro de 1997, fundou com Graça Barroso a Companhia Portuguesa de Bailado Contemporâneo.
De 2003 a 2007, foi Director Artístico do Festival de Sintra na Área da Dança.
De Outubro de 2007 a Outubro de 2010, assumiu a Direcção Artística da Companhia Nacional de Bailado e, durante o mesmo período foi Director do Teatro Camões.
Em Novembro de 2010, retomou o cargo de Director Artístico da Companhia Portuguesa de Bailado Contemporâneo.
Vasco Wellenkamp recebeu por duas vezes o Prémio de Imprensa (1974 e 1981). Foram-lhe ainda atribuídos os Prémios do Semanário Sete (1982), da Revista Nova Gente (1985 e 1987) e da Rádio Antena 1 (1982).
Em 1994, foi galardoado com a medalha de ouro e o prémio para o melhor coreógrafo, no II Concurso Internacional de Dança do Japão, com a obra “A Voz e a Paixão”.